# Г'ю (острів)
Г'ю (англ. Gugh) — острів в архіпелазі островів Сіллі, Велика Британія, омивається Кельтським морем.

## Географія
На площі 0,38 км² ніхто не проживає, лише в літній період навідуються рибаки та туристи на власних суднах або ж нащадки попередніх мешканців (однієї сім'ї) в своє поселення Г'ю. Острів розташований на схід від Сент-Агнеса і з'єднаний з ним вузьким перешийком-дорогою, яка в час припливів затоплюється.